# Пулитцер, Джозеф
Джо́зеф Пу́литцер (также Пу́лицер; англ. Joseph Pulitzer, 10 апреля 1847, Мако — 29 октября 1911, Чарлстон) — американский издатель и журналист, родоначальник жанра «жёлтой прессы». Был членом престижного Джекилайлендского клуба, в который входили представители финансово-промышленной аристократии и наиболее видные персоны восточного побережья США.

## Биография
Пулитцер родился в 1847 году в венгерском городке Мако в семье торговца зерном и прочими сельскохзяйственными товарами Филипа Пулицера и уроженки Пешта Луизы Бергер. В большинстве известных документов Луизу Бергер называют австро-немецкой католичкой, но «Американский национальный биографический словарь» сообщает, что по происхождению она, как и Филип Пулитцер, была еврейкой. Вскоре семья переехала в Будапешт, где Пулитцер учился в частной школе.
В 17 лет потерял отца; мать повторно вышла замуж за человека, которого юноша не полюбил, и он ушёл из дома. Мечтая о военной карьере, пытался записаться в армии нескольких европейских государств, но везде получал отказ из-за слабого зрения и общего хрупкого телосложения. Наконец в 1864 году в Гамбурге ему удалось попасть рекрутом в американскую армию Союза. К моменту прибытия в США мечты о военной карьере развеялись, и Пулитцер с облегчением оставил армию, когда через 8 месяцев гражданская война закончилась.
Владея рядом континентальных европейских языков, но не английским, молодой иммигрант после увольнения из армии не смог найти работу в Нью-Йорке и отправился в Сент-Луис, где была сосредоточена большая немецкоязычная община. С осени 1865 года он сменил множество временных работ, тратя много времени на чтение на немецком и английском. Трудолюбивый и образованный юноша привлёк внимание Карла Шурца и Эмиля Преториуса — основателей общества помощи немецким иммигрантам и издателей крупнейшей в городе немецкоязычной газеты Westliche Post. Они устроили его на работу бухгалтером на лесопилке, а в 1868 году взяли на должность репортёра в своей газете. Пулитцер быстро освоился в новой профессии и стал самым продуктивным репортёром Westliche Post. У него сложилась репутация борца со злоупотреблениями в политике и бизнесе, и с 1871 года он на протяжении двух лет был совладельцем своей газеты. В 1874 году приобрёл ещё одну немецкоязычную газету Staats-Zeitung, имевшую франшизу агентства «Ассошиэйтед Пресс», и вскоре выгодно перепродал франшизу изданию St. Louis Globe.
В 1869 году Пулитцер, ещё будучи несовершеннолетним, стал кандидатом в Генеральную ассамблею штата Миссури и выиграл эти выборы. В 1872 году был назначен одним из трёх комиссаров полиции Сент-Луиса, продолжая деятельность репортёра. В том же году принял активное участие в предвыборной кампании кандидата в президенты США от Либерально-республиканской партии Хораса Грили, а после его поражения сменил партию, став демократом. В 1875 году был одним из самых активных делегатов Конституционного собрания Миссури, а на следующий год выступал с публичными речами в поддержку кандидата в президенты Сэмюэла Тилдена.
В 1878 году Пулитцер женился на Кейт Дэвис, девушке из влиятельного Мэрилендского семейства, находившегося в дальнем родстве с экс-президентом Конфедеративных Штатов Джефферсоном Дэвисом. В этом браке позже родились семь детей, из которых двое умерли до достижения совершеннолетия. В том же году Пулитцер купил за 2500 долларов обанкротившуюся газету St. Louis Evening Dispatch. Уже в декабре 1878 года произошло слияние его газеты с ещё одним местным изданием — Evening Post, принадлежавшим Джону Диллону. В итоге возникла единая газета под названием St. Louis Post-Dispatch. Выкупив долю Диллона в бизнесе в 1879 году, к 1881 году Пулитцер превратил газету в прибыльное предприятие, приносящее 45 тысяч долларов ежегодного дохода. Хотя издатель настаивал, что Post-Dispatch политически нейтральна, его стремление к социальным реформам придало её публикациям либерально-демократический характер. Читателей привлекало разнообразие тем, затрагиваемых на страницах газеты, от уголовной и светской хроники до коммерческих обзоров и разоблачительных публикаций против городской финансово-политической олигархии. Одно из серьёзных нововведений Пулитцера — проведение постоянных газетных кампаний по различным поводам с политическими разоблачениями и кричащими заголовками. Эти кампании приковывали внимание читателей, поднимали тираж газеты и приносили солидный доход издателю.
В октябре 1882 года главный редактор Post-Dispatch застрелил политического противника Пулитцера. После этого издатель решил перенести бизнес в Нью-Йорк. В 1883 году он приобрёл у Джея Гулда приходящую в упадок газету The New York World. Сумма сделки составила 346 тыс. долларов, и первый платёж был сделан из прибылей, полученных от продаж Post-Dispatch. За первых два года руководства Пулитцера тираж World вырос с 15 до 150 тысяч копий, стоивших 1 цент каждая; доходы от продаж позволили ему выплатить Гулду остаток стоимости газеты. После этого на работу в газете был принят художник Ричард Аутколт. Создаваемые им комиксы о жизни в трущобах пользовались большой популярностью и позволили нарастить тиражи газеты уже до 600 тысяч экземпляров. Биограф Пулитцера Джордж Юргенс называл покупку Пулитцером нью-йоркской газеты «началом революции в журналистике», а саму New York World под его управлением — первой современной газетой. Успех World обеспечивало новое для своего времени сочетание сенсационализма с нацеленностью на пользу обществу. В 1887 году, по примеру конкурирующего издания Sun, в дополнение к основной газете начавшего выпускать вечернюю, Пулитцер также начал выпуск газеты Evening World, посвящённой менее серьёзным темам.
Пулитцер подчеркивал, что его газеты будут «направлены на интересы простых людей, а не на интересы обладателей толстых кошельков». Акцент был сделан на привлечение массового среднего читателя. Методы, которыми Пулитцер завоевывал читательский интерес, были просты и действенны. Он совмещал на страницах газет статьи о политической коррупции, журналистские расследования, сенсации в различных областях жизни, немного юмора и достаточное количество рекламы. Позже он стал добавлять спортивные новости, рубрики, посвященные женщинам, яркие иллюстрации. Пулитцер придавал особое значение иллюстративному ряду. Он пригласил к сотрудничеству ведущих карикатуристов (стала первой газетой, постоянно помещавшей политические карикатуры на первой полосе). Пулитцер требовал от своих журналистов не столько «таскать сенсации», сколько уметь их подавать. Набранные аршинными буквами заголовки типа «Дыхание смерти», «Террор на Уолл-стрит» или «Любовники малышки Лизы» захватывали внимание. А вместе это составляло созданный Пулитцером новый газетный стиль, названный позже «жёлтой прессой» (это название появилось благодаря новой серии комиксов Аутколта, персонажем которых был мальчик в жёлтой ночной рубашке). Но выше всего Пулитцер ставил так называемые крестовые походы своих журналистов (этакие редакционные проверки, написанные в жанре репортажа). Блестящим примером «крестового похода» стала статья Нелли Блай о нью-йоркской психиатрической лечебнице. Чтобы проникнуть туда, журналистка столь успешно симулировала сумасшествие, что четверо из пятерых осматривавших её психиатров поставили диагноз «шизофрения». Когда Нелли спустя несколько недель «выздоровела», она опубликовала репортаж, в котором рассказала о том, что больных содержат в холоде и голоде и жестоко с ними обращаются. После этой публикации мэрия переоборудовала лечебницу.
В 1885 году дальнейшему повышению популярности New York World послужила кампания по сбору мелких частных пожертвований на постройку пьедестала, на котором несколькими годами позже была воздвигнута статуя Свободы; в ходе кампании было собрано 100 тысяч долларов. Проиграв выборы в Конгресс США в 1880 году, он был избран депутатом Палаты представителей от штата Нью-Йорк в 1885 году, но быстро пришёл к выводу, что влияние рядового конгрессмена значительно уступает влиянию издателя газеты с массовыми тиражами и уже через четыре месяца работы ушёл в отставку.
Когда Пулитцер покупал The New York World, тираж газеты не превышал 15 000 экз. Через 15 лет, в 1898 году, он вырос до 1 млн экз. St. Louis Post-Dispatch, The New York World и другие газеты создали Пулитцеру состояние в 20 млн долларов (соответствует нынешним 3 млрд долларов).
Объём выполняемой Пулитцером работы крайне отрицательно сказался на его здоровье. В 1887 году он начал быстро слепнуть, полностью потеряв зрение к 45 годам. Он также страдал от бессонницы, астмы, ревматизма и диабета. Серьёзно пострадала и его психика — у издателя развилась болезненная чувствительность к шуму вызывавшему у него острое раздражение и повышенную нервозность. Будучи неспособен вести нормальную семейную и деловую жизнь, он много путешествовал и сохранял за собой лишь общее руководство своей медиа-империей, постепенно передавая бразды правления сыну — Джозефу-младшему. С середины 1890-х годов его занимала борьба с конкурирующим изданием New York Journal, которым владел Уильям Рэндольф Херст. Издания переманивали друг у друга лучших работников, предлагая им всё более высокие зарплаты. Несмотря на конкурентную борьбу, приводящую к частым публикациям недостоверной информации, New York World сохраняла высокую репутацию, достигшую пика после назначения в 1904 году главным редактором Фрэнка Кобба, остававшегося на этом посту до своей смерти в 1923 году. Журналистское расследование World в 1909 году, раскрывшее незаконную передачу десятков миллионов долларов французской Компании Панамского канала, привело к иску о клевете против газеты со стороны федерального правительства США и банкира Джей Пи Моргана, но Пулитцер выиграл этот процесс, одержав важную для свободы журналистики победу.
Из-за прогрессирующей болезни последние годы жизни Пулитцер вынужден был провести в звуконепроницаемых бункерах в своем нью-йоркском особняке и на яхте «Свобода» (англ. Liberty). Умер на борту яхты в гавани Чарлстона (шт. Южная Каролина) 29 октября 1911 года.

## Наследие
Незадолго до своей смерти он надиктовал то, что в США считается его профессиональным завещанием: «Только искреннее чувство ответственности спасёт журналистику от раболепства перед классом имущих, которые преследуют эгоистические цели и противодействуют общественному благоденствию».
Имя Пулитцера носит высшая журналистская премия в США, присуждаемая за страсть к точности, приверженность к человеческим интересам, предоставление аудитории развлечения, удовлетворение любознательности. Ещё в 1904 году Пулитцер составил завещание, в котором жертвовал два миллиона долларов Колумбийскому университету. Три четверти этих денег предназначались на создание высшей школы журналистики, а оставшаяся сумма — на премии для американских журналистов. Он завещал назначить четыре премии за журналистику, четыре — за достижения в области литературы и драмы, четыре «плавающие» премии — за различные достижения в гуманитарной области и одну премию — за вклад в образование. Колумбийская Школа журналистики была основана через год после смерти Пулитцера, а премию начали вручать начиная с 1917 года. Всего присуждается 25 премий. Лауреаты премии получают по 10 тысяч долларов. Особо отмечается номинация «За служение обществу».
Символ США — знаменитая статуя Свободы, установленная на острове Либерти-айленд, — появился здесь благодаря стараниям Джозефа Пулитцера. Идея возведения статуи была непопулярна, и государство отказалось финансировать этот проект. Статуя Свободы уже начала ржаветь в Париже, ожидая, когда её погрузят на корабль и доставят в Америку. Тогда Пулитцер начал громить в своих газетах всех: политиков — за отказ от субсидий, богачей — за то, что не дают денег, обывателей — за равнодушие. За два месяца этой кампании Фонд постройки статуи Свободы получил достаточно денег на завершение строительства. Памятник открывал лично президент США Гровер Кливленд. Произошло это 28 октября 1886 года. А созданный Пулитцером романтический ореол вокруг статуи Свободы существует и по сей день.
В своём завещании Джозеф Пулитцер обязал сыновей никогда не продавать газету New York World, разрешив им продать St. Louis Post-Dispatch, если это может спасти от разорения нью-йоркскую газету. Однако после его смерти газетная империя была разделена между наследниками: Джозеф Пулитцер — младший сумел сохранить репутацию и тиражи сент-луисской газеты, которую превратил в одно из пяти ведущих городских изданий в стране. Его братья Ральф и Герберт, однако, после смерти Кобба управляли New York World настолько неэффективно, что к 1931 году газета в условиях Великой депрессии и возросшей конкуренции со стороны других ежедневных изданий оказалась неконкурентоспособной, и они вынуждены были обратиться в суд за разрешением нарушить условия завещания и продать газету конгломерату Скриппса-Ховарда.